# ジェイアール東海建設
ジェイアール東海建設株式会社（ジェイアールとうかいけんせつ、英: JR Tokai Construction Co., Ltd.）は、愛知県名古屋市中村区に本社を置く東海旅客鉄道(JR東海)の完全子会社（連結子会社）。
主に鉄道関連の土木・建築などを行なっている。

## 登録事業
- 建設業
- 建設コンサルタント
- 測量業
- 一級建築士事務所
- 宅地建物取引業

## 主な施工事例

### 2005年
- JR東海小牧研究施設
- 愛・地球博 JR東海超電導リニア館
- 中部国際空港 貨物上屋

### 2006年
- 名古屋セントラル病院

### 2008年
- キュービックプラザ新横浜
- 中央本線 神領駅橋上駅舎化
- 東海道本線 島田駅橋上駅舎化

### 2009年
- 中央本線 勝川駅付近高架化
- 東海道本線 南大高駅
- 日本車輌製造 豊川製作所ガラス入れ場

### 2013年
- 東海道・山陽新幹線 新大阪駅27番線増設
- 身延線 富士宮高架橋

## 事業所

### 本社
- 本社
  - 所在地：愛知県名古屋市中村区則武一丁目15番7号
- 本社（建築系部門）
  - 所在地：愛知県名古屋市中村区名駅四丁目2番28号（名古屋第2埼玉ビル5F）

### 支店・営業所
- 静岡支店
  - 所在地：静岡県静岡市葵区黒金町29（ASTY静岡ビル1F、2F）
- 東京営業所
  - 所在地：東京都港区港南2丁目1番95号（JR東海品川ビルB棟6F）
- 大阪営業所
  - 所在地：大阪府大阪市淀川区西中島七丁目5番25号（新大阪ドイビル5F）

## 労働組合
- ジェイアール東海建設労働組合（JR東海グループ労働組合連合会）